# Sirabartvogel
Der Sirabartvogel (Capito fitzpatricki) ist eine Vogelart aus der Familie der Amerikanischen Bartvögel (Capitonidae). Die Art wurde erst 2012 beschrieben und zu Ehren von John W. Fitzpatrick benannt, einem Kurator der Vogelsammlung am Field Museum of Natural History und Direktor am Cornell Lab of Ornithology. Sie ist bisher nur von drei Stellen am Osthang der südlichen Cerros del Sira in der peruanischen Region Ucayali bekannt.

## Erscheinungsbild
Der Sirabartvogel ähnelt in Befiederung und Morphologie stark dem Loreto-Bartvogel (Capito wallacei), unterscheidet sich von diesem aber durch die Färbung der Körperseiten (blutrot im Vergleich zu gelb-orange bei C. wallacei), das breitere und anders gefärbte Brustband (purpurrot im Vergleich zu scharlachrot bei C. wallacei), den geringeren schwarzen Anteil an der Färbung und in der Färbung der Beinbefiederung (schwarz bei C. fitzpatricki im Vergleich zu grau bei C. wallacei). Das purpurrote Brustband des Sirabartvogels ist in der Mitte etwa 22 mm breit, das scharlachrote des Loreto-Bartvogels nur etwa 15 mm. Beim Sirabartvogel verläuft eine weiße Linie vom roten Bürzel bis zu den Schwanzfedern.
Flügel und Schwanz des Sirabartvogels sind länger als beim Loreto-Bartvogel, der Schnabel ist breiter. Die Flügellänge liegt bei 9,0 bis 9,7 cm, die Schwanzlänge bei 5,3 bis 6,0 cm und der Schnabel ist zwischen 10,6 und 12,0 mm breit.

## Lebensraum
Der Lebensraum und die Typlokalität des Sirabartvogels besteht aus feuchten Bergwäldern in Höhen von etwa 1100 Metern. Die größeren Bäume in seinem Verbreitungsgebiet sind etwa 30 m hoch und mit Epiphyten, Farnen und Moos bewachsen. Im  Wolkenwald auf dem Hauptkamm der Sira in 1700 bis 2200 Meter wurde er nicht mehr gefunden.

## Systematik
Wahrscheinlich ist der in der benachbarten Region Loreto vorkommende Loreto-Bartvogel die Schwesterart und damit der nächste Verwandte des Sirabartvogels. Beide Arten gingen vermutlich durch Allopatrische Artbildung aus einer Ursprungsart hervor.